# ووالا
ووالا (به لاتین: Wewala) یک منطقهٔ مسکونی در سری‌لانکا است که در استان غربی، سری‌لانکا واقع شده‌است.